# Letecká základna Incirlik
Letecká základna Incirlik (turecky İncirlik Hava Üssü, anglicky Incirlik Air Base, IATA: UAB, ICAO: LTAG) je letecká základna v Turecku využívaná Tureckým letectvem a především Letectvem Spojených států amerických. Nachází se přibližně 12 kilometrů východně od centra Adany u její čtvrti İncirlik. Je zde jediná vzletová a přistávací dráha s délkou 3048 metrů a orientací 05/23.

## Dějiny
Rozhodnutí vybudovat leteckou základnu u Incirliku padlo na Druhé káhirské konferenci v prosinci 1943, ale práce začaly až po konci druhé světové války. Na jaře 1951 začali američtí ženisté s výstavbou a v prosinci 1954 podepsal turecký generální štáb smlouvu s americkým letectvem o sdíleném využití základny. Od 21. února 1955 do 28. února 1958 se nazývala letecká základna Adana (Adana Air Base).
Z počátku sloužila především pro průzkumné lety, a to jak k hranicím Sovětského svazu vzhledem k probíhající Studené válce, tak směrem k Libanonu a Izraeli při různých blízkovýchodních krizích.
Od roku 1958 létala z Incirliku průzkumná letadla Lockheed U-2, mj. k dlouhým letům mezi Incirlikem a základnou v norském Bodø. Letouny Boeing B-47 Stratojet, Martin P4M Mercator, Douglas A-3 Skywarrior podnikaly lety nad Černé moře, Kaspické moře a směrem k Afghánistánu.
V letech 1974 až 1978 byl provoz základny poznamenaný roztržkou mezi Spojenými státy americkými a Tureckem po turecké invazi na Kypr.
Výraznou zátěží pro základnu byla dlouhotrvající operace Trvalá svoboda, která začala v roce 2001.
Od roku 2015 odtud létají americké letouny proti Islámskému státu.